# کابوس نورلند پیتر پن
کابوس نِوِرلندِ پیتر پن (به انگلیسی: Peter Pan's Neverland Nightmare) یک فیلم ترسناک مستقل بریتانیایی به کارگردانی اسکات جفری و نویسندگی و تهیه کنندگی ریس فریک-واترفیلد است. این چهارمین قسمت از دنیای پیچ‌خوردهٔ کودکی (به اختصار TCU) است و به عنوان بازگویی ترسناک پیتر پن اثر جیمز بری عمل می‌کند. در این فیلم مارتین پورتلاک در نقش پیتر پن و مگان پلاسیتو در نقش وندی دارلینگ، به همراه کیت گرین، پیتر دسوزا-فیگونی و چاریتی کیس در نقش‌های فرعی به نقش‌آفرینی پرداخته‌اند. فیلم، داستان وندی را دنبال می‌کند که برای یافتن برادرش مایکل که توسط پیتر پن و تینکر بل ربوده شده است، تلاش می‌کند.
کابوس نورلند پیتر پن در ۱۶ ژانویهٔ ۲۰۲۵، در سینماها اکران شد. این فیلم نقدهای مختلفی دریافت کرد و به فروش ۲۳۰٬۵۱۵ دلار رسید.

## زمینه داستان
وندی دارلینگ به دنبال یافتن برادرش مایکل است که توسط پیتر پن و تینکربل ربوده شده است.

## بازیگران
- مارتین پورتلاک در نقش پیتر پن
- مگان پلاسیتو در نقش وندی دارلینگ
- کیت گرین در نقش تینکربل
- پیتر دسوزا-فیگونی در نقش مایکل دارلینگ
- چاریتی کیس در نقش کاپیتان جیمز هوک

## توسعه
در نوامبر ۲۰۲۲، اعلام شد که یک فیلم ترسناک لایو اکشن، با عنوان کابوس نورلند پیتر پن برای آی‌تی‌ان استودیوز و جاگد اج پروداکشنز با تهیه کنندگی ریس فریک-واترفیلد در دست ساخت می‌باشد. فریک-واترفیلد گفته‌بود که این فیلم، شخصیت تینکربل را به عنوان یک فرد معتاد به مواد مخدر که به شدت چاق و در حال بهبودی است، به تصویر می‌کشد. این فیلم را اسکات جفری بر اساس فیلمنامه ای از فریک-واترفیلد کارگردانی کرده است. تا ژانویهٔ ۲۰۲۴، مارتین پورتلاک، مگان پلاسیتو، کیت گرین، پیتر دسوزا-فیگونی و چاریتی کیس به ترتیب در نقش پیتر پن، وندی دارلینگ، تینکر بل، مایکل دارلینگ و کاپیتان جیمز هوک انتخاب شدند.
تصویربرداری اصلی در ۹ مهٔ ۲۰۲۴ در لندن آغاز شد، و اسکات جفری این خبر از طریق رسانه‌های اجتماعی خود اعلام کرد.

## انتشار
کابوس نورلند پیتر پن در ۱۶ ژانویهٔ ۲۰۲۵ در سینماها اکران شد.